# Méthode de la sécante
En analyse numérique, la méthode de la sécante est un algorithme de recherche d'un zéro d'une fonction f.

## La méthode
La méthode de la sécante est une méthode comparable à celle de Newton, où l'on remplace {\displaystyle f'(x_{n})\,} par {\displaystyle {\frac {f(x_{n})-f(x_{n-1})}{x_{n}-x_{n-1}}}.}
On obtient la relation de récurrence :
{\displaystyle x_{n+1}=x_{n}-{\frac {x_{n}-x_{n-1}}{f(x_{n})-f(x_{n-1})}}f(x_{n}).}
L'initialisation nécessite deux points x0 et x1, proches, si possible, de la solution recherchée. Il n'est pas nécessaire que x0 et x1 encadrent une racine de f. La méthode de la sécante peut aussi être vue comme une généralisation de la méthode de la fausse position, où les calculs sont itérés.

### Démonstration

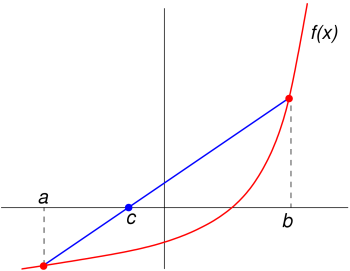
La courbe rouge représente la fonction f et le segment en bleu, la sécante.

Illustration des deux premières itérations, pour une autre courbe (ici, la méthode va diverger car x_{0} et x_{1} sont choisis trop loin de la solution).

Étant donnés a et b, on construit la droite passant par (a, f(a)) et (b, f(b)). Son équation est :
{\displaystyle y-f(b)={\frac {f(b)-f(a)}{b-a}}(x-b).}
On choisit c égal à l'abscisse du point d'ordonnée y = 0 de cette droite :
{\displaystyle f(b)+{\frac {f(b)-f(a)}{b-a}}(c-b)=0.}
Si l'on extrait c de cette équation, on retrouve la relation de récurrence citée plus haut :
{\displaystyle c=b-{\frac {b-a}{f(b)-f(a)}}f(b),}
avec
{\displaystyle c=x_{n+1},\,b=x_{n},\,a=x_{n-1}.}

## Convergence
La méthode peut diverger. La suite peut même ne pas être bien définie.
Cependant, si la fonction est dérivable de dérivée continue et que la suite converge, sa limite est bien une racine de f .
Sous l'hypothèse que la fonction f soit deux fois continûment différentiable et la solution soit une racine simple de f, on peut démontrer qu'il existe un intervalle autour de la racine tel que, si les valeurs initiales x0 et x1 sont prises dans cet intervalle, la suite est bien définie et converge vers la racine. La méthode aura un ordre de convergence de
{\displaystyle \varphi ={\frac {1+{\sqrt {5}}}{2}}\simeq 1,618} qui est le nombre d'or.

Aucune de ces deux conditions n'est cependant nécessaire, ni pour appliquer la méthode, ni pour en assurer la convergence. Il n'est pas nécessaire que f soit dérivable : la méthode peut s'appliquer à une fonction continue nulle part dérivable telle que la fonction de Weierstrass[réf. nécessaire].